# ایو آردن
ایو آردن (انگلیسی: Eve Arden؛ زاده ۳۰ آوریل ۱۹۰۸ درگذشته ۱۲ نوامبر ۱۹۹۰) یک هنرپیشه اهل ایالات متحده آمریکا بود.
از فیلم‌ها یا برنامه‌های تلویزیونی که وی در آن نقش داشته‌است می‌توان به گریس، آناتومی یک قتل، گریس ۲، دختر مدل، قوی‌ترین مرد جهان، زیر رنگین‌کمان و رفیق ایکس اشاره کرد.